# Cruz de Piedra (Tenerife)
Cruz de Piedra es un barrio perteneciente al municipio de San Cristóbal de La Laguna, en la isla de Tenerife, Canarias (España). Está situado al este del casco urbano de La Laguna, cerca de la confluencia de las carreteras TF-13 y TF-111.

## Geografía
El barrio se localiza entre las zonas de  La Verdellada y Gracia, formando parte del área metropolitana de Santa Cruz de Tenerife-La Laguna. La zona presenta una combinación de áreas residenciales y pequeñas zonas comerciales.

## Historia
El nombre del barrio proviene de una antigua cruz de piedra que marcaba un cruce de caminos tradicional hacia la zona de Bajamar y Tejina. Aunque originalmente fue una zona agrícola, desde mediados del siglo XX ha experimentado una importante urbanización, integrándose en la expansión del municipio lagunero.

## Infraestructura
El barrio está bien conectado mediante la Avenida de Los Menceyes y varias líneas de guaguas de Titsa. Además, se encuentra cerca de paradas del Tranvía de Tenerife, especialmente en la zona de Gracia.

## Educación y servicios
En las inmediaciones se encuentran centros educativos, pequeñas tiendas, instalaciones deportivas y centros de salud en barrios colindantes. 

## Cultura y fiestas
Cruz de Piedra celebra festividades locales en honor a la Santa Cruz, generalmente en el mes de mayo, con actividades religiosas y culturales.